# Pierre Kœnig

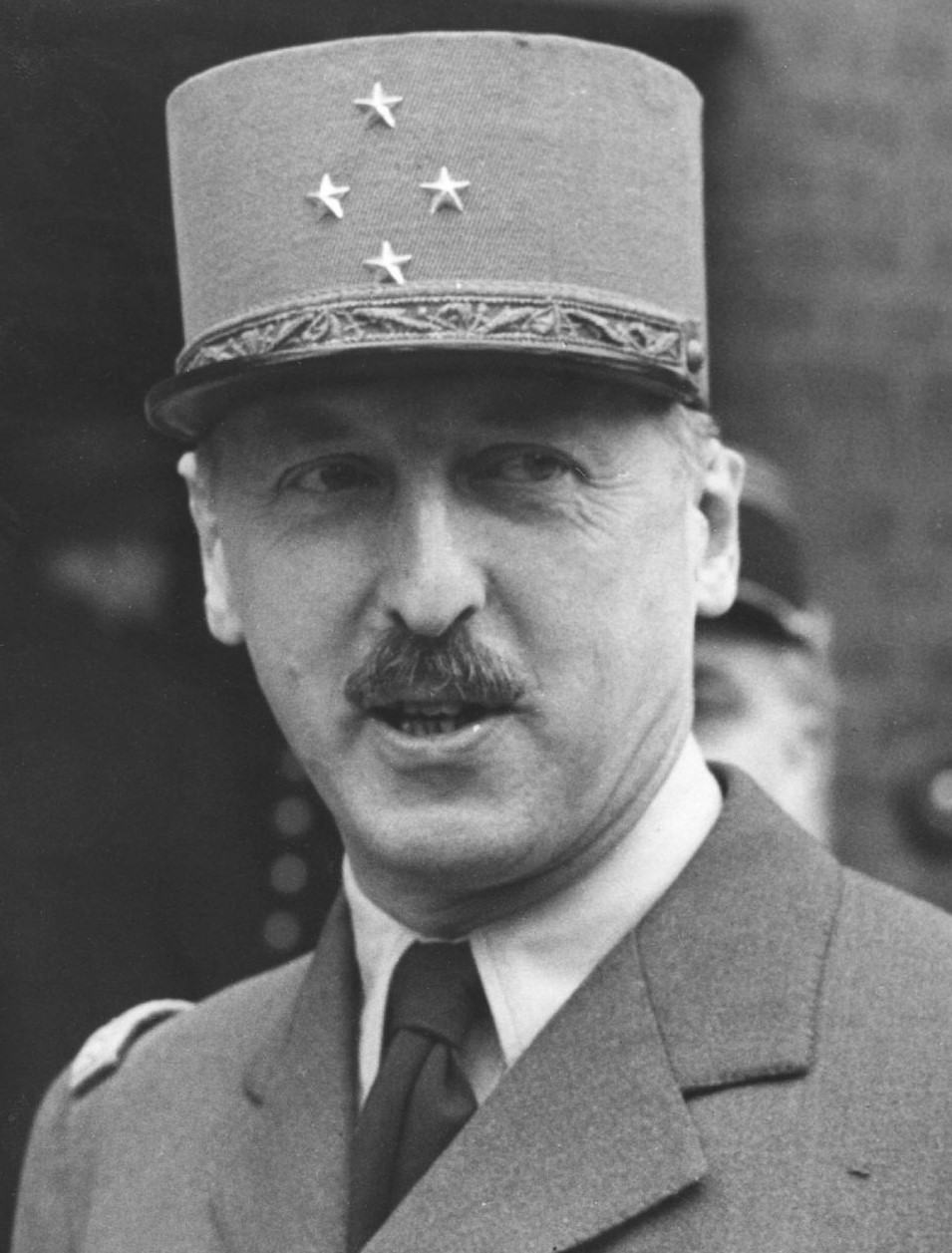
Korpskommandant Marie-Pierre Kœnig (1944)

Marie-Pierre Kœnig (auch Koenig geschrieben, * 10. Oktober 1898 in Caen, Calvados; † 2. September 1970 in Neuilly-sur-Seine, Hauts-de-Seine) war ein französischer Heeresoffizier und Politiker. Im Zweiten Weltkrieg war er Kommandeur der Forces françaises libres in Nordafrika. Während der Befreiung Frankreichs befehligte er die Forces françaises de l’intérieur und wurde so zu einem Compagnon de la Libération.
Nach der Befreiung von Paris war er Militärgouverneur der Hauptstadt und nach Kriegsende von Juli 1945 bis 1949 Militärgouverneur der französischen Besatzungszone in Deutschland. Anschließend widmete er sich der Politik, war von 1951 bis 1958 gaullistischer Abgeordneter in der Nationalversammlung sowie 1954 und 1955 kurzzeitig Verteidigungsminister. Postum wurde ihm der Rang eines Marschalls von Frankreich verliehen.

## Leben

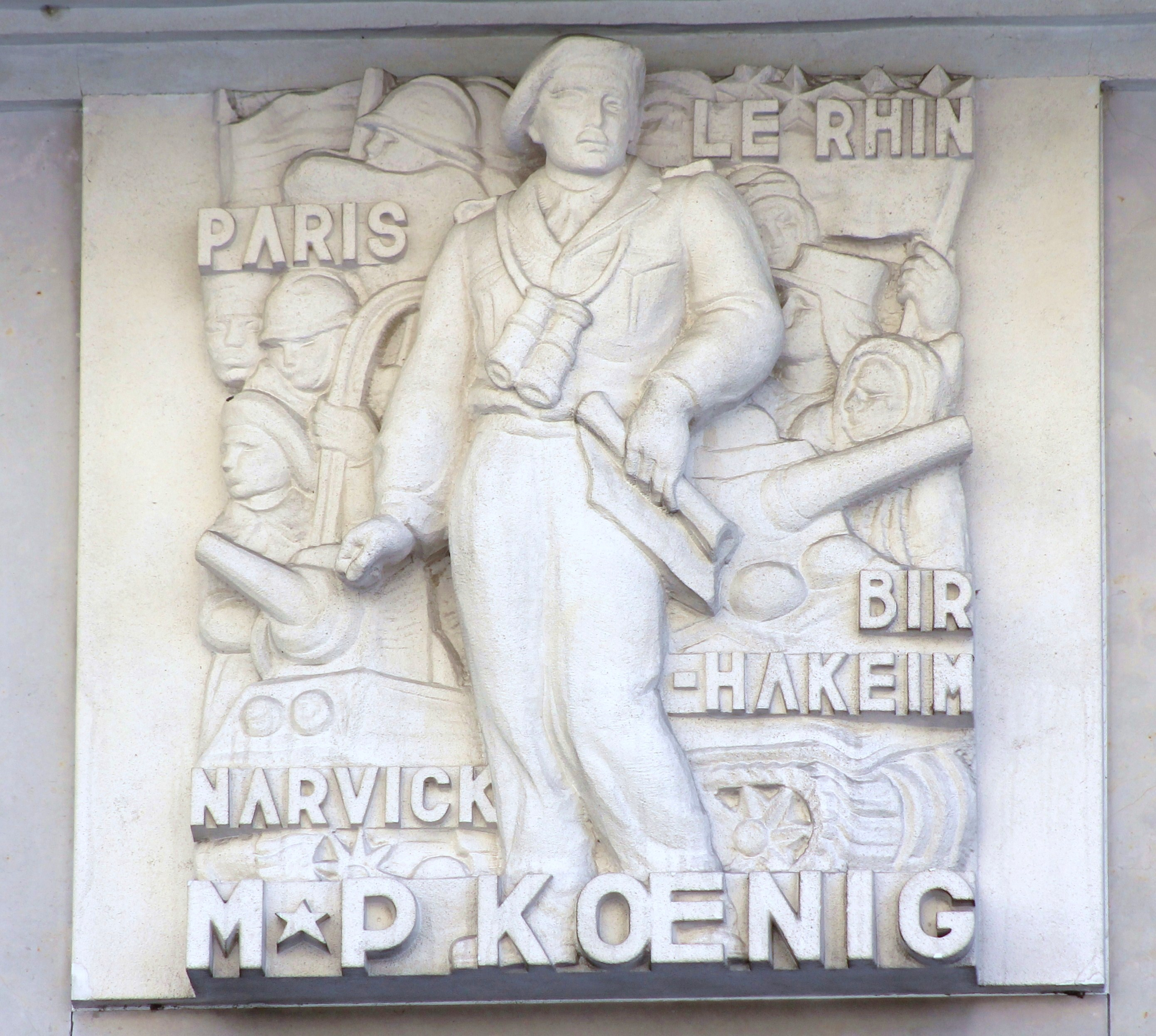
Ein Relief in Kœnigs Geburtsstadt zeigt wichtige Stationen seines Lebens

Pierre Kœnigs Vater war ein Orgelbauer aus dem Elsass, seine Mutter kam aus der Normandie. In Caen wurde er katholisch erzogen. Er besuchte das Collège Sainte-Maire und später das Lycée Malherbe in Caen. Unmittelbar nach seinem Baccalauréat trat er im Ersten Weltkrieg als 17-jähriger Kriegsfreiwilliger in das 36. Infanterieregiment ein. Im Februar 1918 wurde er Offizieranwärter und kehrte zurück zu seiner Fronteinheit. Im September 1918 wurde er ausgezeichnet und zum Sous-Lieutenant (entspricht dem deutschen Leutnant) befördert.
Nach dem Ersten Weltkrieg wurde er Berufsoffizier und diente bei den französischen Besatzungstruppen in Oberschlesien (1920–1922) und im Rheinland (1923–1929). Anschließend war er von 1929 bis 1939 als Offizier in Französisch-Marokko stationiert.

### Zweiter Weltkrieg
Bei Ausbruch des Zweiten Weltkrieges kehrte er nach Frankreich zurück, wo er als Major dem für Norwegen bestimmten französischen Expeditionskorps zugeteilt wurde. Während der deutschen Invasion nach Frankreich kämpfte er an der Küste der Normandie. Von dort gelangte er nach dem Zusammenbruch der französischen Front im Juni 1940 in einem Fischerboot nach Großbritannien und schloss sich General de Gaulle und dessen Streitkräften des Freien Frankreich an. De Gaulle beförderte ihn zum Oberst und im Juli 1941 zum Brigadegeneral. Er wurde Stabschef der Ersten Division der frei-französischen Truppen in Palästina und nahm er an den Kämpfen in Syrien und im Libanon teil.

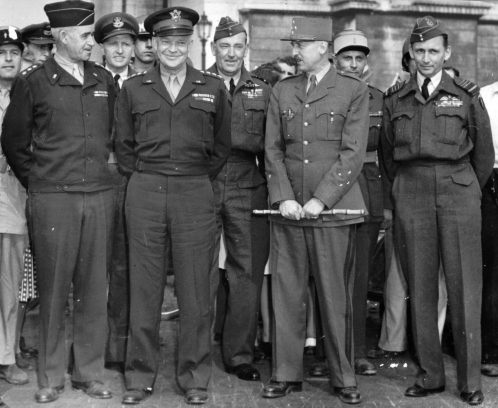
Kœnig mit alliierten Generälen 1944 in Paris. Von links nach rechts: Omar N. Bradley, Dwight D. Eisenhower, Kœnig, Arthur Tedder

Kœnig war Kommandeur in der 10-tägigen Schlacht von Bir Hakeim im Sommer 1942, der den Vormarsch der Achsenmächte in Nordafrika unter Erwin Rommel verzögerte. Mit seinen Truppen schloss er sich dann der britischen 8. Armee von General Montgomery zur Befreiung Nordafrikas an und nahm an der Zweiten Schlacht von El Alamein im Herbst 1942 teil. Im Mai 1943 wurde er zum Divisionsgeneral befördert, ab August 1943 war er stellvertretender Generalstabschef der frei-französischen Armee in Algerien.
Im März 1944 entsandte de Gaulle Kœnig als französischen Vertreter in Eisenhowers Supreme Headquarters Allied Expeditionary Force (SHAEF). Er war gleichzeitig Oberkommandierender der Force Français Libre in Großbritannien und der Forces françaises de l’intérieur (FFI), in der die bewaffneten Gruppen der Résistance innerhalb Frankreichs zusammengefasst waren. Diese waren auch an der Alliierten Invasion in der Normandie (Operation Overlord) ab dem 6. Juni 1944 beteiligt. Nach der Befreiung von Paris ernannte de Gaulle den inzwischen zum Korpskommandanten beförderten Kœnig am 21. August 1944 zum Militärgouverneur der Hauptstadt, um Recht und Gesetz wiederherzustellen. Am 26. April 1945 verhaftete Kœnig den ehemaligen Chef des Vichy-Regimes, Marschall Philippe Pétain, bei seiner Rückkehr nach Frankreich.

### Nachkriegszeit

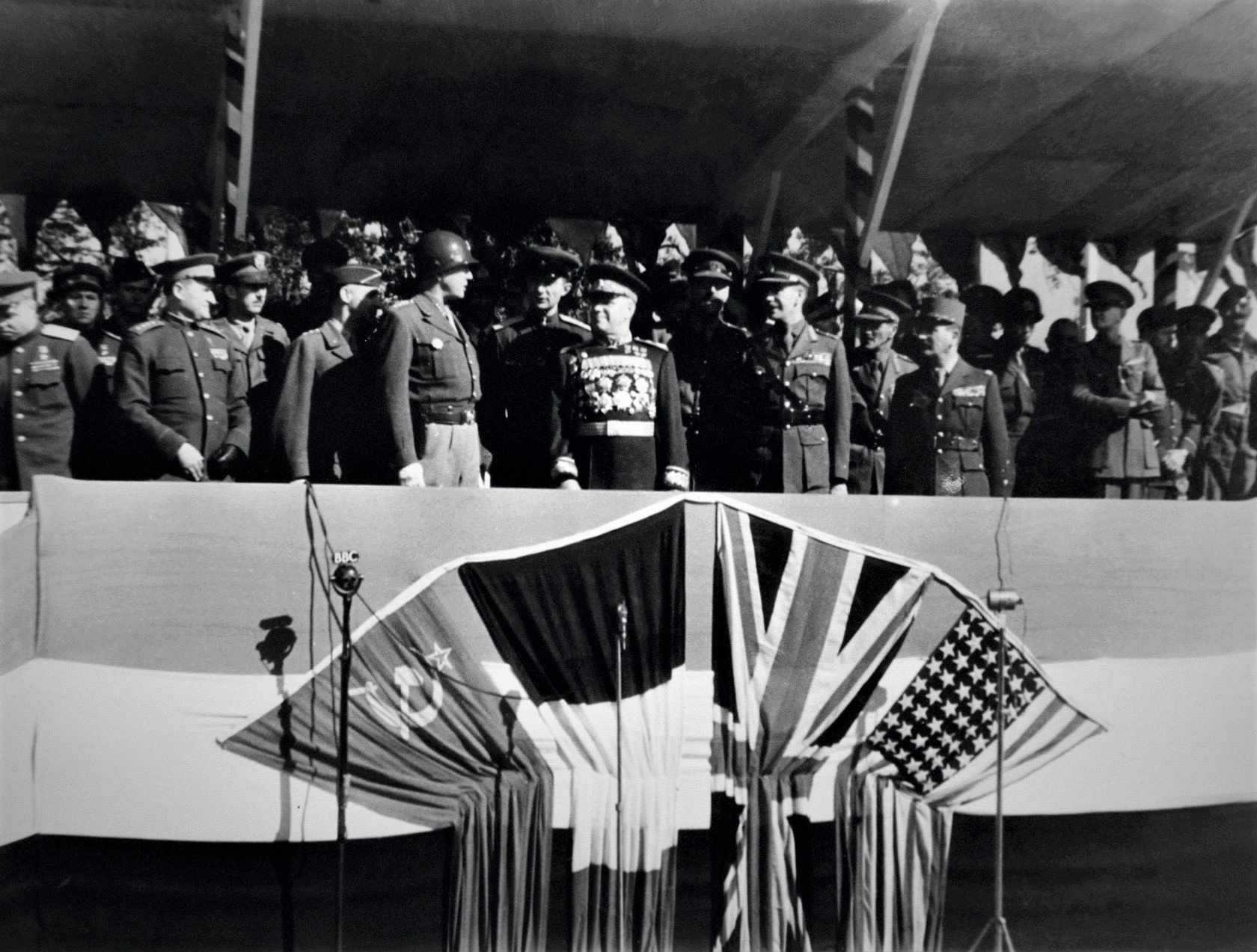
Vertreter der Vier Mächte bei der Berliner Siegesparade 1945: General Patton (USA), Marschall Schukow (UdSSR), Generalmajor Robertson (Großbritannien) und General Kœnig (Frankreich)

Nach Kriegsende war Kœnig von Juli 1945 bis September 1949 Oberbefehlshaber der französischen Besatzungstruppen in Deutschland und gleichzeitig Militärgouverneur der französischen Besatzungszone. Damit gehörte er auch dem Alliierten Kontrollrat an, der die höchste Regierungsgewalt im besetzten Deutschland ausübte. In dieser Zeit wurde er im Mai 1946 zum Armeegeneral befördert.
Politisch engagierte er sich für die Vereinigung des Saargebietes mit Frankreich, so etwa am 20. Mai 1946 während einer Kundgebung in Saarlouis, wo er unter anderem erklärte: „Angesichts der heutigen Demonstration kann jeder sehen, daß unsere Pläne einem tiefen Wunsche der Saarbevölkerung entsprechen.“ Das Saargebiet werde von einer Vereinigung mit Frankreich zweifach profitieren: einerseits durch eine Unterstützung Frankreichs hinsichtlich einer Korrektur der Grenzen von 1919, andererseits durch einen Verzicht Frankreichs auf Reparationen. Ende Juli 1946 erweiterte Kœnig das ehemalige Saargebiet um 142 Gemeinden der preußischen Rheinprovinz (Landkreise Saarburg und Wadern sowie Teile der Kreise Birkenfeld und Trier-Land) mit einer Fläche von insgesamt 911 km². Dadurch schuf er das Saarland, das in der Folgezeit aus der übrigen Besatzungszone ausgegliedert und wirtschaftlich an Frankreich angeschlossen wurde. Ein Teil der betroffenen Gemeinden wurde jedoch im Juni 1947 an Rheinland-Pfalz zurückgegliedert.
Am 30. August 1946 erließ Kœnig die Verordnung Nr. 57, mit der die rheinländischen Regierungsbezirke Koblenz und Trier, der Regierungsbezirk Rheinhessen (Mainz), ein Teil von Hessen-Nassau (Regierungsbezirk Montabaur) sowie die ehemals bayerische Pfalz zum neuen Land Rheinland-Pfalz zusammengelegt wurden. Außerdem bestimmte er durch die Verordnung Mainz zur Landeshauptstadt. Zu diesem Anlass ließ er jedem Mainzer Bürger eine Flasche Wein schenken sowie am 14. September 1946 eine Parade und anschließend einen fünftägigen Weinmarkt abhalten. Das bei Mainz gelegene Schloss Waldthausen nutzte er als seinen Sitz. Er ließ es aufwändig umbauen, was die Zeitschrift Stern Ende 1950 öffentlich kritisierte.
Die Möglichkeit einer Demokratisierung Deutschlands sah er skeptisch. Im September 1946 äußerte er in einem Zeitungsinterview: „Die Deutschen wollen, daß man sie kommandiert, sie wollen einen Führer.“
Ab 1948 leitete er in dieser Funktion auch die Neue Verlag-Gesellschaft; am 7. Oktober 1947 setzte er Carl Opitz (1937 Leiter der Öffentlichkeitsarbeit der UFA) als Treuhänder für das UFA-Film-Vermögen in der französischen Zone ein und stiftete die Auszeichnung Bambi. (1953 übernahm der Verleger Karl Fritz, der 1938 als Verlagsdirektor in Karlsruhe mit Franz Burda die Papiergroßhandlung und Papierwarenwerk Akademiestraße Gebrüder Bauer oHG (Mannheim) „arisiert“ hatte, die Neue Verlagsgesellschaft samt Bambi; das Unternehmen von Karl Fritz (und damit der Bambi) wiederum wurde 1962/63 vom Burda-Verlag übernommen.)
Von 1949 bis 1951 war Kœnig Generalinspekteur der französischen Truppen in Nordafrika sowie ab Januar 1950 Vizepräsident des Obersten Militärrats. Im selben Jahr nahm die Académie des sciences morales et politiques Kœnig als Mitglied auf. Nach der Niederlage an der Route Coloniale 4 wurde ihm im Oktober 1950 die Nachfolge als Oberbefehlshaber in Indochina angeboten, den zuvor Marcel Carpentier innegehabt hatte. Kœnig lehnte die Versetzung ab.

### Politische Karriere

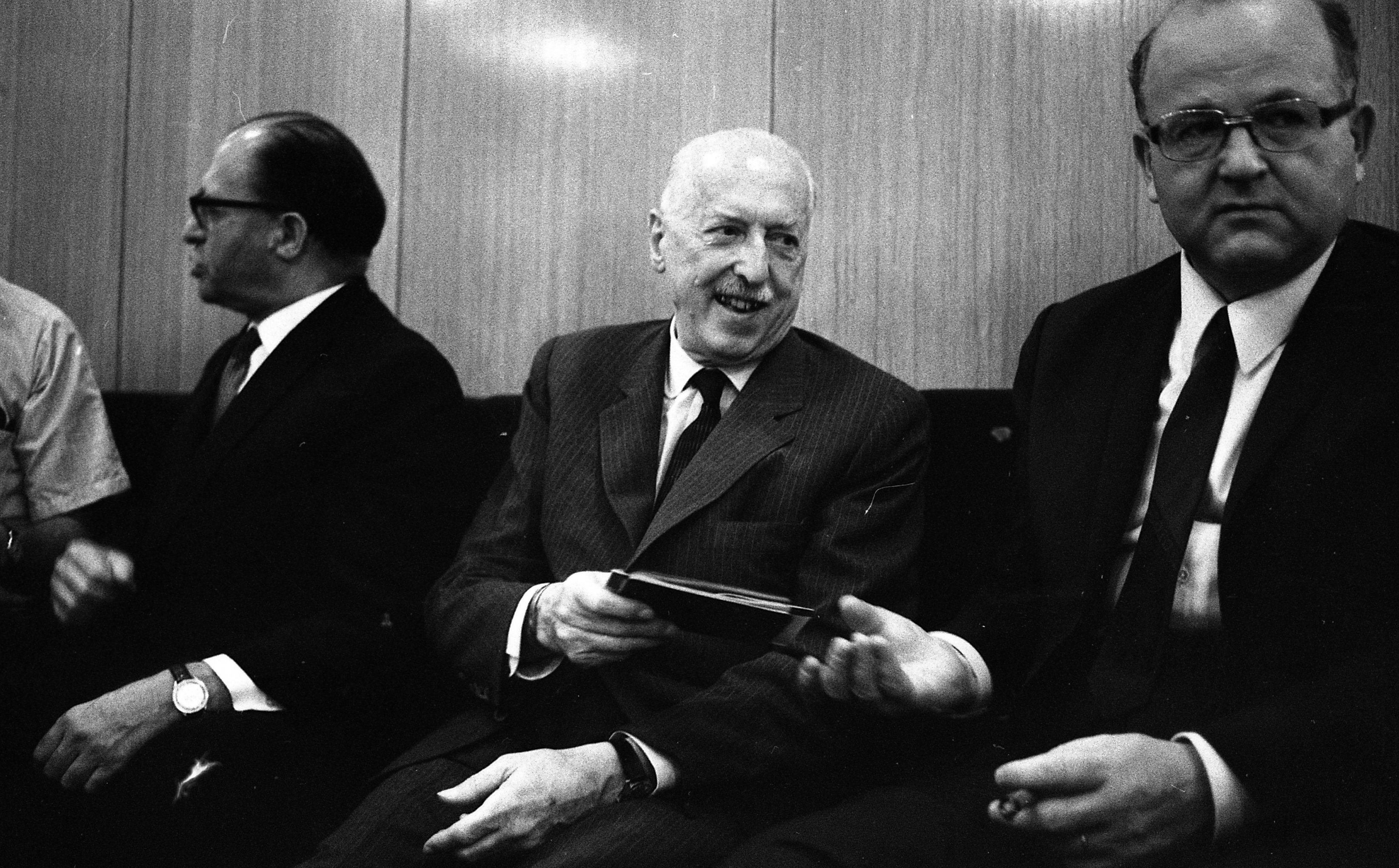
Kœnig, 1969

Nach seiner Pensionierung wurde er im Juni 1951 für das gaullistische Rassemblement du peuple français (RPF) als Abgeordneter des Département Bas-Rhin in die Nationalversammlung gewählt. Dort hatte er bis August 1954 den Vorsitz im Verteidigungsausschuss. Zudem gehörte er als französischer Delegierter der Beratenden Versammlung des Europarates. Dort trat er als ausgesprochener Gegner des Plans einer Europäischen Verteidigungsgemeinschaft (EVG) und der Schaffung einer Europäischen Armee unter deutscher Beteiligung auf. Im Verlauf des Indochinakrieges sprach er sich mehrmals öffentlich für den Einsatz von Wehrpflichtigen in Französisch-Indochina aus, um die Kolonialherrschaft zu erhalten. Nach der Niederlage von Dien Bien Phu im Frühjahr 1954 wurde ihm erneut das Oberkommando an diesem Kriegsschauplatz von der französischen Regierung angeboten. Aufgrund der Weigerung der Regierung, den Einsatz von Wehrpflichtigen zuzusichern, lehnte er seine Rückkehr in den aktiven Dienst ab.
Vom 18. Juni 1954 bis zum 15. August 1954 war Kœnig Verteidigungsminister im Kabinett von Pierre Mendès France. Aus Ablehnung der Europäischen Verteidigungsgemeinschaft trat er von diesem Amt zurück. Er stimmte anschließend jedoch für die Ratifizierung der Londoner Akte, die der Bundesrepublik Deutschland den Beitritt zur NATO und die Wiederbewaffnung erlaubte. Kœnig kritisierte Mendès Frances „Rede von Karthago“ zur Dekolonisierung Tunesiens und war beunruhigt über die Situation in Algerien. Er sprach dem Premier daher am 5. Februar 1955 das Misstrauen aus und trug so zum Sturz der Regierung Mendès France bei. Im anschließend regierenden zweiten Kabinett von Edgar Faure war Kœnig vom 23. Februar 1955 bis zum 6. Oktober 1955 erneut Verteidigungsminister. Diesmal trat er aus Protest gegen die Beschlüsse der Konferenz von Aix-les-Bains zurück, die den marokkanischen Sultan Mohammed V. zurück auf den Thron brachten, der das französische Protektorat in Marokko beendete.
Bei der Parlamentswahl 1956 wurde Kœnig als einer der wenigen gaullistischen Abgeordneten – die sich nach dem Rückzug de Gaulles und der Auflösung des RPF nun Républicains sociaux nannten – wiedergewählt. Er gehörte der Nationalversammlung bis zum Ende der Vierten Republik 1958 an.

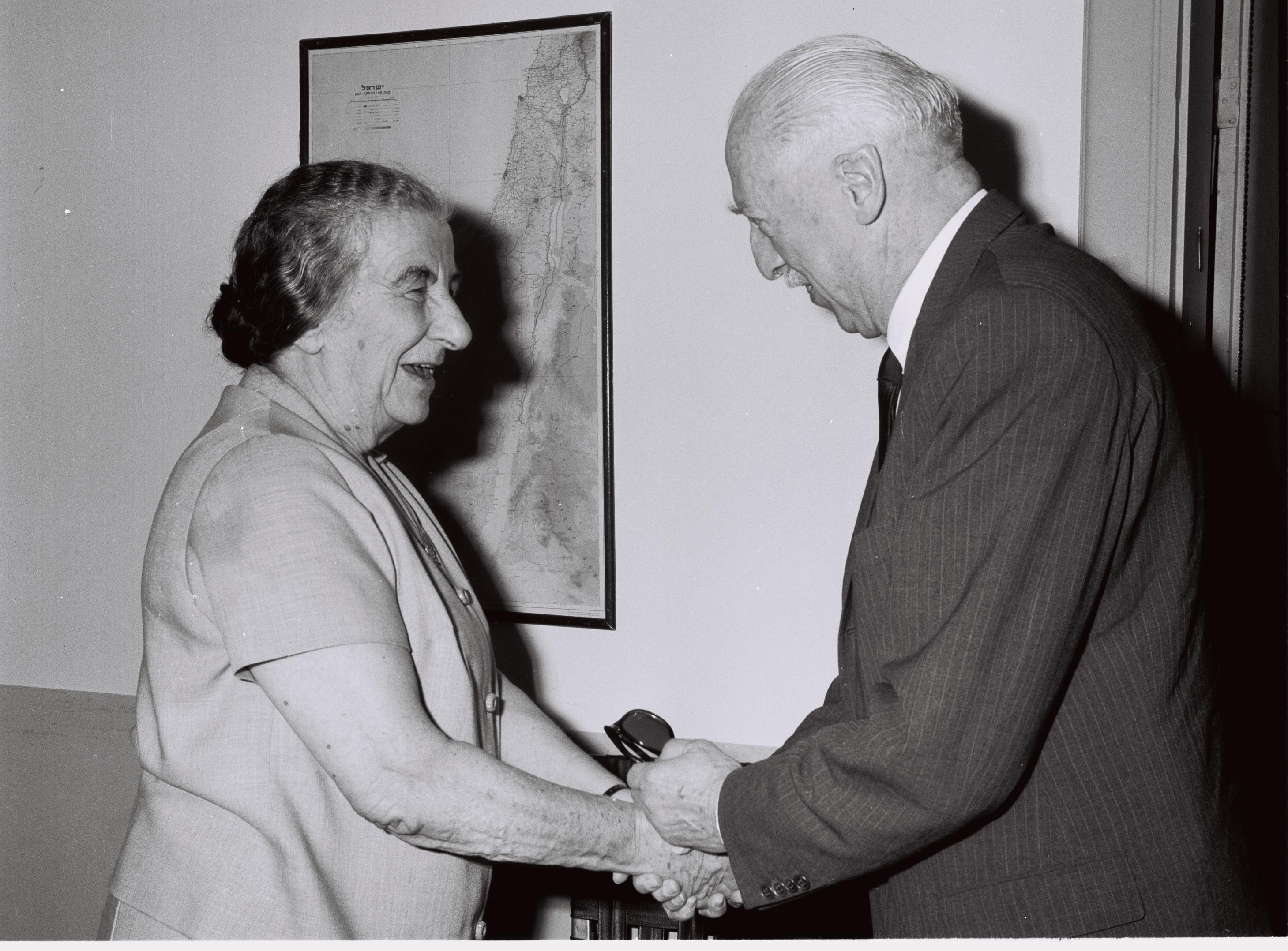
Kœnig bei Ministerpräsidentin Golda Meir in Israel (1969)

Ab 1955 war Kœnig in der freien Wirtschaft tätig, u. a. als Präsident und Generaldirektor einer Ölraffinerie in Nordafrika sowie als Aufsichtsratsmitglied einer Erdölgesellschaft, der Straßburger Eisenhütten und einer Bergwerksgesellschaft. Zudem war er Präsident der französisch-israelischen Gesellschaft. In dieser Position protestierte er 1969/70 gegen das nach dem Sechstagekrieg verhängte Waffenembargo gegen Israel und die französischen Waffengeschäfte mit arabischen Staaten.
Pierre Kœnig starb am 2. September 1970 im Amerikanischen Krankenhaus im Pariser Vorort Neuilly-sur-Seine. Bestattet ist er auf dem Friedhof Montmartre in Paris. Staatspräsident François Mitterrand verlieh ihm im Juni 1984 – anlässlich der Feiern zum 40. Jahrestag der Landung in der Normandie – postum den Rang „Marschall von Frankreich“. Kœnig war der vierte französische General, der nach der Befreiung Frankreichs mit diesem Titel ausgezeichnet wurde (1952 waren drei Generale erhoben worden: Alphonse Juin, Jean de Lattre de Tassigny und Jacques-Philippe Leclerc de Hauteclocque).